# Tiliacora laevigata
Tiliacora laevigata är en tvåhjärtbladig växtart som först beskrevs av John Miers, och fick sitt nu gällande namn av Friedrich Ludwig Diels. Tiliacora laevigata ingår i släktet Tiliacora och familjen Menispermaceae. Inga underarter finns listade i Catalogue of Life.